# Francisco Ángel Ramírez
Francisco Ángel Ramírez y Fernández Garzón; militar y político chileno. Nació en Rancagua en 1807. Falleció en Santiago el 7 de octubre de 1856. Hijo de don Baltasar Ramírez de Arellano y Elizondo y doña María Mercedes Fernández Garzón. Casado con María Josefa del Campo Valenzuela. Estudió en la Escuela Militar. 
Fue nombrado Gobernador de Copiapó, intendente de Santiago desde el 17 de noviembre de 1850 hasta 1855, y elegido diputado al Congreso por Santiago en 1852.
Fue administrador de la Casa de Orates, tiempo en el cual construyó la capilla Pedro de Valdivia y el primer Teatro Municipal, el cual se incendió en 1870.